# عرقون خمري
عرقون خمري (الاسم العلمي:Euphrasia vinacea) هي نوع نباتي يتبع جنس العرقون من الفصيلة الجعفيلية.  